# أسرى الحرب البولنديون في الاتحاد السوفيتي بعد 1939
الجرائم السوفيتية ضد أسرى الحرب البولنديين ((بالبولندية: Jeńcy polscy w niewoli radzieckiej)) ، قامت القوات السوفيتية بعد غزو بولندا سنة 1939م، بأسر العديد من العسكرييين البولنديين التي تزيد عددهم نحو 20.000 أسير، بتنفيذ عمليات حكم بالإعدام في مجزرة مجزرة كاتين الشهيرة، وكان البولنديين القتلى المكونة من الجيش والشرطة والموظفين الذين يعملون لدى الدوائر الحكومية .

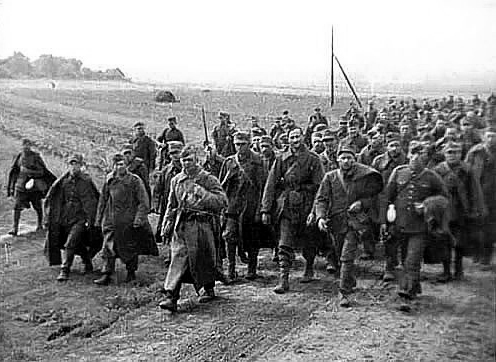
الأسرى البولنديون بعد أن أسرهم الجيش الأحمر السوفيتي

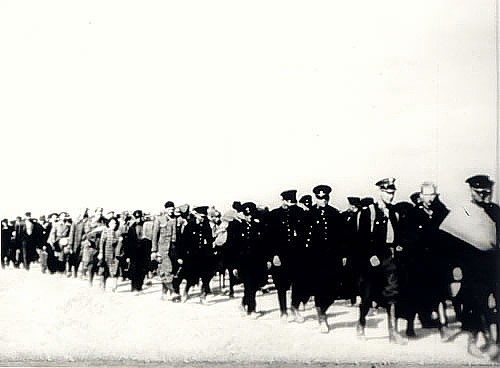
رجال الشرطة البولنديين والمدنيين الأسرى خلال حرب بولندا سنة 1938م

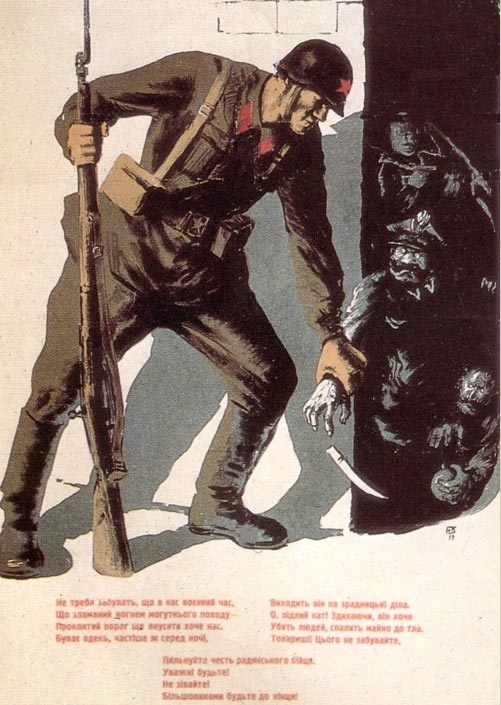
لوحة إعلانية سوفيتية تصور جندياً سوفيتياً يقوم بإمساك أحد الضباط الشرطة البولنديين وهم من خلف الباب.

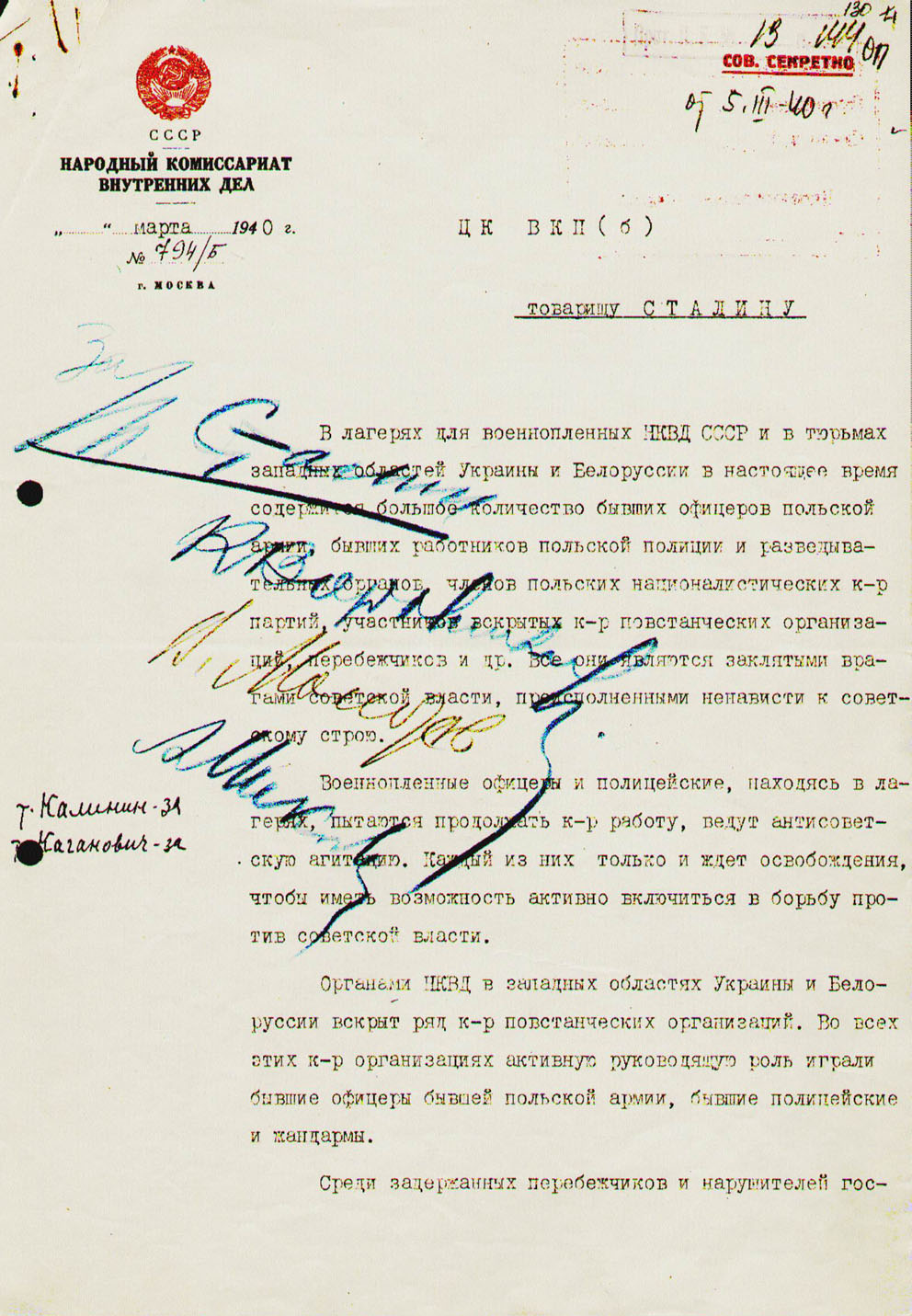
الوثيقة الرسمية المؤرخة في 5 مارس 1940 التي طلب فيها لافرينتي بيريا من جوزيف ستالين السماح له بإعدام الضباط البولنديين

## تنفيذ المذبحة
في اليوم السابع عشر من سبتمبر سنة 1939م، أمر القيادة العليا للجيش الأحمر السوفيتي تنفيذ حكم الإعدام بحق أسرى البولنديين وذلك بعد التنسيق بين الاتحاد السوفيتي و ألمانيا النازية بتقسيم بولندا إلى شطرين .

## وصلات خارجية
وثيقة عن الفاجعة من الموقع البولندي الإلكتروني